# The Lamb, the Woman, the Wolf
The Lamb, the Woman, the Wolf è un cortometraggio muto del 1914 scritto e diretto da Allan Dwan.

## Produzione
Il film fu prodotto dalla 101-Bison (Bison Motion Pictures).

## Distribuzione
Distribuito dall'Universal Film Manufacturing Company, il film - un cortometraggio in tre bobine - uscì nelle sale cinematografiche USA il 4 aprile 1914.
Non si conoscono copie ancora esistenti della pellicola che viene considerata presumibilmente perduta.